# Dugobabe
Dugobabe je naselje u općini Klis u Splitsko-dalmatinskoj županiji.
Dugobabe se nalaze sjeveroistočno od planine Kozjak. Poznate su kao rodno mjesto bivšeg predsjednika vlade Sanadera. Našle su se u središtu afere zbog izlaza s autoceste koji je nepotrebno napravljen u mjestu Vučevica nadomak Dugobaba.
U mjestu se nalazi i trenutno zatvoreni kamenolom tvrtke Konstruktor.

## Stanovništvo
| broj stanovnika | 163   | 193   | 204   | 204   | 254   | 324   | 350   | 312   | 307   | 297   | 245   | 182   | 142   | 115   | 122   | 137   | 126   |
|                 | 1857. | 1869. | 1880. | 1890. | 1900. | 1910. | 1921. | 1931. | 1948. | 1953. | 1961. | 1971. | 1981. | 1991. | 2001. | 2011. | 2021. |

## Poznate osobe
- Ivo Sanader, hrvatski političar i osmi predsjednik vlade RH.
- Ante Sanader, župan Splitsko-dalmatinske županije.